# 535
535 (DXXXV) fue un año común comenzado en lunes del calendario juliano, en vigor en aquella fecha.
En el Imperio romano, el año fue nombrado como el del consulado de Belisario sin colega, o menos comúnmente, como el 1288 Ab urbe condita.

## Acontecimientos
- Este es el primero de dos años climatológicamente muy extraños, con nevadas en verano y casi sin días soleados. Posiblemente provocado por una erupción del volcán Krakatoa. Véase Cambio climático en los años 535 y 536.
- En China comienza la dinastía Wei occidental. El primer rey es Wen Di.
- 13 de mayo: Agapito I sucede a Juan II como el papa n.º 57.
- Ántimo I reemplaza a Epifanio como Patriarca de Constantinopla.
- Justiniano I ordena a Belisario comenzar la reconquista de Italia, con lo cual se iniciará la Guerra gótica (535-554). Simultáneamente Mundo invade Dalmacia.
- 31 de diciembre: Belisario completa la conquista de Sicilia, derrotando la base militar ostrogoda de Siracusa y terminando su consulado.

## Fallecimientos
- 8 de mayo: Papa Juan II
- 5 de junio: Epifanio, patriarca de Constantinopla
- Amalasunta, reina de los ostrogodos (asesinada en el exilio)
- Timoteo, patriarca copto ortodoxo de Alejandría